# Прва шпанска република
Прва шпанска република назив је за политички режим и раздобље у историји Шпаније које је започело абдикацијом краља Амадеа I и проглашењем републике 11. фебруара 1873. од стране парламента, до 29. децембра 1874, када је генерал Мартинез Кампос прогласио Алфонса XII, сина Изабеле II, краљем Шпаније и тиме вратио Бурбоне на шпански престо.
Шпанском републиком владала је коалициона влада састављена од радикала, демократа и републиканаца. Републикански лидери су планирали формирање федералне републике, али се о том питању никада нису директно изјаснили. Радикали су се изјаснили и залагали за унитарну државу.
Република се одржала 23 месеца, а обележиле су је политичка нестабилност и ратови. У том раздобљу променило се пет председника: Естанислао Фигерас, Франсиско Пи и Маргал, Николас Салмерон, Емилио Кастелар и Франсиско Серано. Током њихове владавине избила су три рата: Трећи карлистички рат, Кантонална револуција и Десетогодишњи рат. Највећи проблем за учвршћивање нове владе био је недостатак истинских републиканаца, односно њихова подела на федералисте и унитаристе, те недостатак подршке од стране јавности.